# Лагеря смерти нацистской Германии

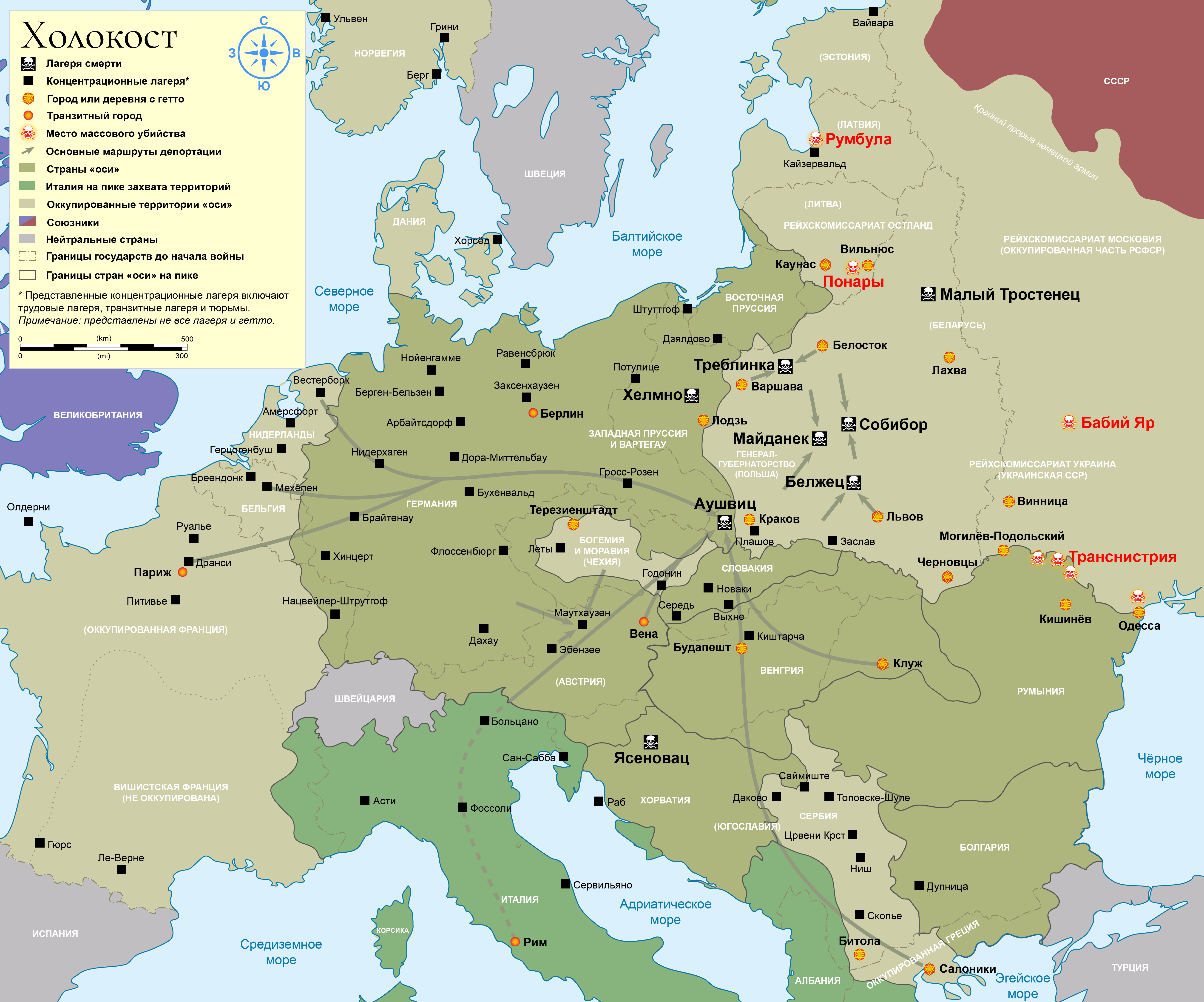
Карта транспортировки евреев в лагеря смерти

Лагеря́ сме́рти (нем. Vernichtungslager, лагеря уничтожения) — учреждения для массового уничтожения различных групп населения.
Первые концентрационные лагеря в гитлеровской Германии были созданы с целью изоляции и интернирования лиц, подозревавшихся в оппозиции нацистскому режиму, однако вскоре они развились в гигантскую машину подавления и уничтожения людей разных национальностей, врагов или представителей «низших» (см. расовая гигиена) групп населения — в государствах и странах, попавших под немецкую оккупацию, и сыграли решающую роль в проведении нацистской политики уничтожения евреев. С 1941 года было создано 4 лагеря, специально предназначенных для уничтожения людей, ещё два концлагеря были также приспособлены для массовых убийств.

## Описание
Использовавшиеся нацистами для окончательного решения еврейского вопроса лагеря смерти были предназначенными для массовых убийств евреев и цыган. Такими лагерями были Хелмно, Треблинка, Белжец, Собибор (лагеря «Операции Рейнхард»), а также Майданек и Освенцим (которые также были и концентрационными лагерями) на территории оккупированной Польши.
К лагерям смерти некоторые источники относят и другие концлагеря, в которых также происходило массовое уничтожение узников. Среди таких лагерей называют Ясеновац (система лагерей для сербов и евреев) в Хорватии, Малый Тростенец в Белоруссии, Яновский концлагерь на Украине, лагерь Озаричи и некоторые другие.

## Технология уничтожения

Аушвиц (Освенцим)

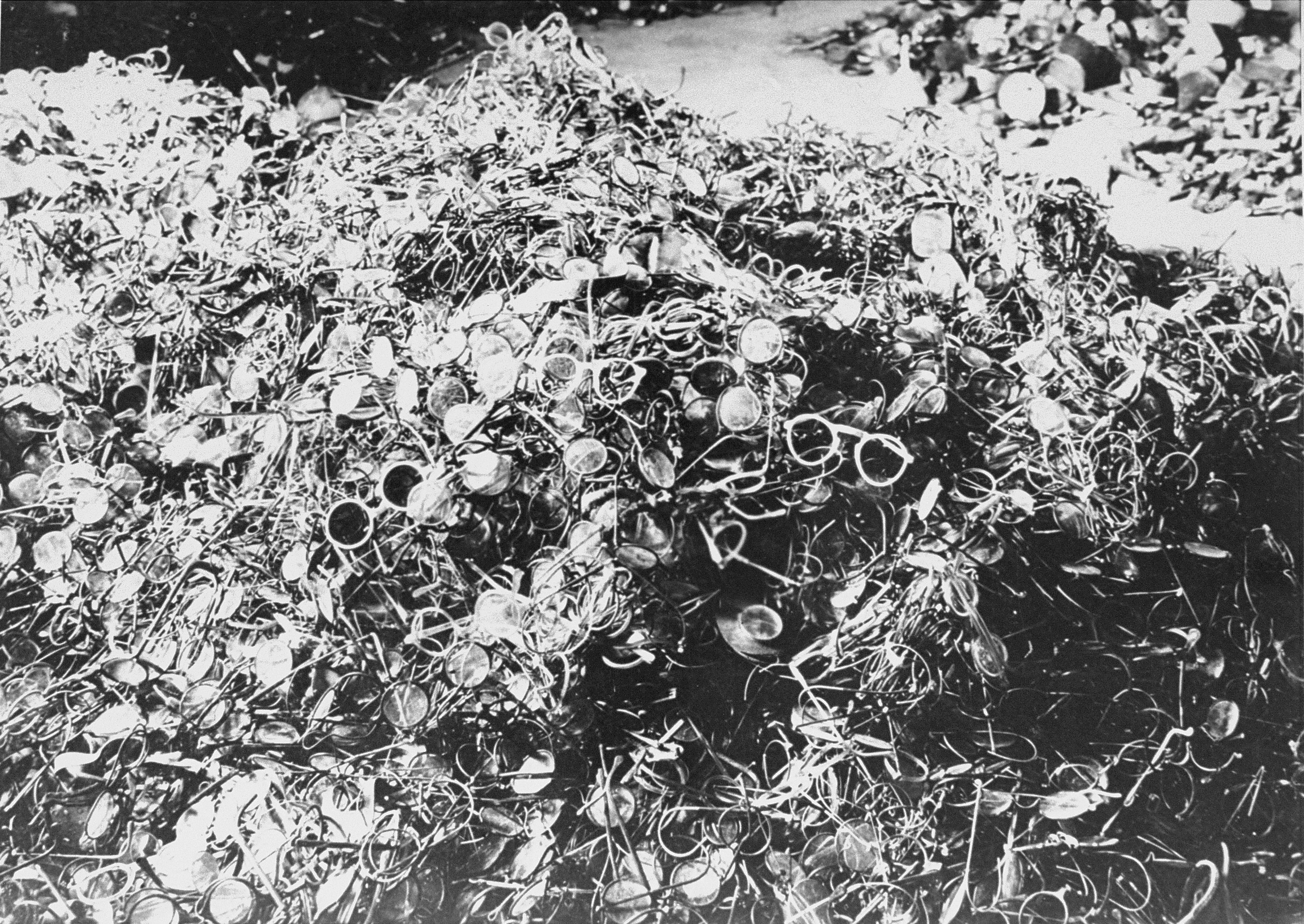
Очки убитых в Освенциме

Типичная последовательность действий, производившихся в Освенциме и Майданеке над евреями и цыганами сразу после прибытия (в пути люди умирали в вагонах от жажды, удушья): отбор на немедленное уничтожение на выходе из вагонов; немедленная отправка отобранных для уничтожения в газовые камеры. В первую очередь отбирали женщин, детей, стариков и нетрудоспособных. Оставшимся предстояла татуировка номера, каторжный труд, голод. Тех, кто заболевал или просто ослабевал от голода, немедленно отправляли в газовые камеры.
В Треблинке, Хелмно, Белжеце, Собиборе в живых временно оставляли лишь тех, кто помогал убирать трупы из газовых камер и сжигать их, а также сортировать вещи убитых, и тех, кто обслуживал охрану лагерей. Все остальные подлежали немедленному уничтожению.

## Примеры сопротивления
Известны примеры сопротивления обречённых на смерть людей. Евреи из Шидлицкого гетто, взбунтовавшиеся в ноябре 1942 г. в лагере Треблинка, были перебиты охранниками лагеря; в конце 1942 г. в этом же лагере вооружённое сопротивление оказали евреи из Гродненского гетто. В августе 1943 г. заключённые ворвались в оружейные склады Треблинки и напали на охрану лагеря; 150 повстанцам удалось бежать, но сотни были схвачены и убиты.
В октябре 1943 г. восстали узники лагеря Собибор; из 400 человек, прорвавшихся через заграждения, 60 удалось бежать и примкнуть к советским партизанам.
В октябре 1944 г. члены еврейской зондеркоманды в Освенциме, узнав о намерении немцев ликвидировать их, взорвали крематорий, после чего почти все повстанцы погибли.

## Информация
Информация о нацистских лагерях смерти на территории Польши не была секретом для западных политиков. Начиная с 1940 года ряд информаторов, наиболее известными из которых были курьер польского эмигрантского правительства Ян Карский и член подпольного «Союза вооружённой борьбы» Витольд Пилецкий, представил свои доклады о положении евреев в оккупированной нацистами Европе и ситуации в Освенциме. Западная общественность получала соответствующую информацию, например в публикациях Би-би-си, Daily Telegraph, JTA и New York Times в 1942 году.
В 1944 году несколько бежавших узников Освенцима составили и предали гласности документы, впоследствии известные как Протоколы Освенцима. Публикация этих документов в Швейцарии вызвала широкомасштабные демонстрации, проповеди в швейцарских церквях о трагическом положении евреев и кампанию в швейцарской прессе, насчитывающую около 400 материалов, протестующих против нацистских зверств. К кампании подключились СМИ других стран, в частности, New York Times 6 июля 1944 года.